# هوستشتون
هوستشتون (بالإنجليزية: Hoschton, Georgia)‏ هي مدينة تقع في مقاطعة جاكسون بولاية جورجيا في الولايات المتحدة. تبلغ مساحة هذه المدينة 6.3 (كم²)، وترتفع عن سطح البحر 275 م، بلغ عدد سكانها 1377 نسمة في عام 2010 حسب إحصاء مكتب تعداد الولايات المتحدة.

## وصلات خارجية
- www.cityofhoschton.com
- Cities & Counties - Georgia.gov